# Endodesmidium
Endodesmidium är ett släkte av svampar. Endodesmidium ingår i familjen Synchytriaceae, ordningen Chytridiales, klassen Chytridiomycetes, divisionen pisksvampar och riket svampar.
|               | Synchytrium                              |
|               |                                          |
|               | Micromyces                               |
|               |                                          |
|               | Johnkarlingia                            |
|               |                                          |
|               | Carpenterella                            |
|               |                                          |
| Endodesmidium | \| \| Endodesmidium formosum \| \| \| \| |
|               | \| \| Endodesmidium formosum \| \| \| \| |
|               | Endodesmidium formosum                   |
|               |                                          |

|  | Endodesmidium formosum |
|  |                        |